# NGC 7411
NGC 7411 est une galaxie elliptique située dans la constellation de Pégase. Cette galaxie a été découverte par l'astronome allemand Albert Marth en 1863. Sa vitesse par rapport au fond diffus cosmologique est de 6 475 ± 41 km/s, ce qui correspond à une distance de Hubble de 95,5 ± 6,7 Mpc (∼311 millions d'al).

## Groupe WBL691
En se basant sur un catalogue de 732 groupes de galaxies rapprochés et pauvres en membres publié en mai 1999 par Richard A. White, Mark Bliton, Suketu P. Bhavsar, Patricia Bornmann, Jack O. Burns, Michael J. Ledlow et Christen Loken, la base de données indique que NGC 7409 fait partie du groupe WBL691. Selon ce catalogue, ce groupe comprend quatre galaxies, mais malheureusemen elles ne sont pas identifiées.

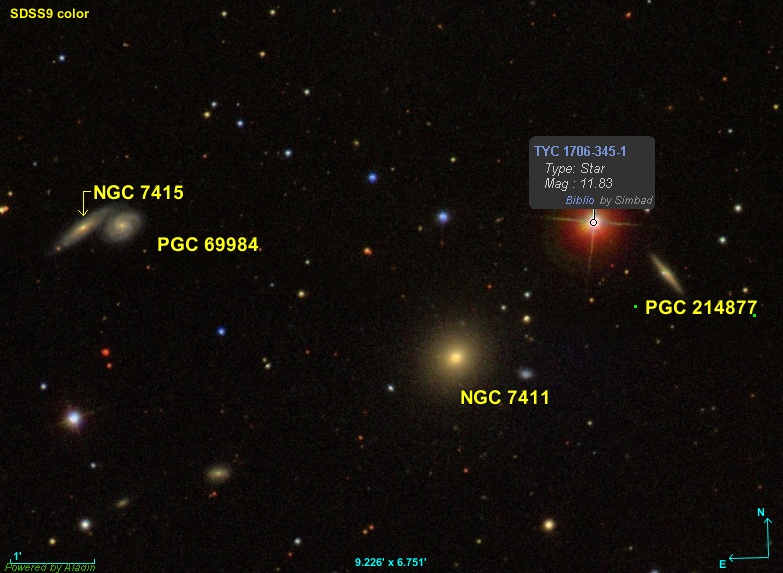
Les galaxies dans la même région du ciel que NGC 7411.

Quatre galaxies sont situées dans la même région du ciel que NGC 7411. Les distances de Hubble des trois autres galaxies sont:
- NGC 7415 : 170,93 ± 11,97 Mpc (∼558 millions d'al)[6]
- PGC 69984 : 193,10 ± 13,55 Mpc (∼630 millions d'al)[7]
- PGC 214877 : 201,83 ± 14,13 Mpc (∼658 millions d'al)[8]

Ce sont donc trois galaxies éloignées qui ne sauraient appartenir au même groupe de NGC 7411. Malgré cela, la base de données NASA/IPAC indique que NGC 7415 fait partie du même groupe que NGC 7411, soit WBL691.

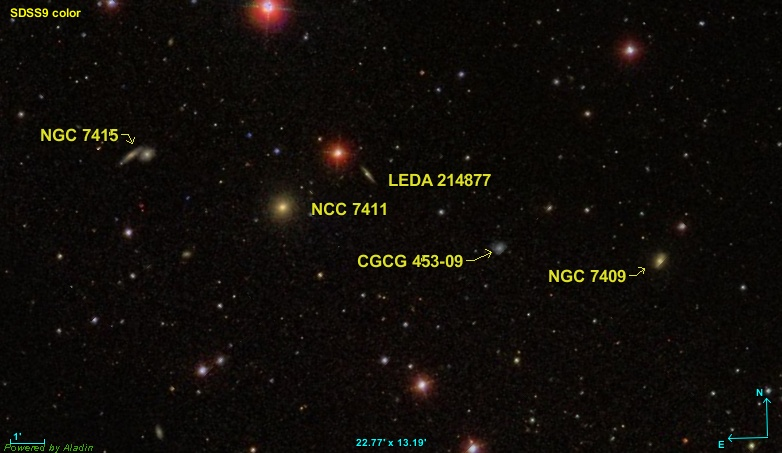
Les quatre galaxies du groupe WBL691.

Cepedant, la base de données permet d'identfier les quatre galaxies du groupe WBL691 de même que leur distance de Hubble. Ce sont :
- NGC 7409 à 93,40 ± 6,60 Mpc (∼305 millions d'al)[6]
- NGC 7411 à 95,50 ± 6,73 Mpc (∼311 millions d'al)[1]
- NGC 7415 à 170,93 ± 11,97 Mpc (∼558 millions d'al)[7]
- CGCG 453.019 à  212,74 ± 14,90 Mpc (∼694 millions d'al)[8]

À des distances aussi différentes, il est clair que ces quatre galaixies ne font pas partie d'un groupe réel de galaxies.